# Judo vid olympiska sommarspelen 2004
Vid de olympiska sommarspelen 2004 fanns 14 tävlingar i judo.

## Medaljsummering

### Medaljtabell
| Pl.    | Nation        | Guld | Silver | Brons | Totalt |
| ------ | ------------- | ---- | ------ | ----- | ------ |
| 1      | Japan         | 8    | 2      | 0     | 10     |
| 2      | Kina          | 1    | 1      | 3     | 5      |
| 3      | Sydkorea      | 1    | 1      | 1     | 3      |
| 4      | Georgien      | 1    | 1      | 0     | 2      |
| 5      | Tyskland      | 1    | 0      | 3     | 4      |
| 6      | Belarus       | 1    | 0      | 0     | 1      |
| 6      | Grekland      | 1    | 0      | 0     | 1      |
| 8      | Ryssland      | 0    | 2      | 3     | 5      |
| 9      | Kuba          | 0    | 1      | 5     | 6      |
| 10     | Nederländerna | 0    | 1      | 3     | 4      |
| 11     | Österrike     | 0    | 1      | 0     | 1      |
| 11     | Frankrike     | 0    | 1      | 0     | 1      |
| 11     | Nordkorea     | 0    | 1      | 0     | 1      |
| 11     | Slovakien     | 0    | 1      | 0     | 1      |
| 11     | Ukraina       | 0    | 1      | 0     | 1      |
| 16     | Brasilien     | 0    | 0      | 2     | 2      |
| 17     | Belgien       | 0    | 0      | 1     | 1      |
| 17     | Bulgarien     | 0    | 0      | 1     | 1      |
| 17     | Estland       | 0    | 0      | 1     | 1      |
| 17     | Israel        | 0    | 0      | 1     | 1      |
| 17     | Italien       | 0    | 0      | 1     | 1      |
| 17     | Mongoliet     | 0    | 0      | 1     | 1      |
| 17     | Slovenien     | 0    | 0      | 1     | 1      |
| 17     | USA           | 0    | 0      | 1     | 1      |
| Totalt | Totalt        | 14   | 14     | 28    | 56     |

### Herrar
| Event                               | Guld                     | Silver                    | Brons                                 |
| Extra lättvikt (60 kg) Detaljer...  | Tadahiro Nomura Japan    | Nestor Chergiani Georgien | Khashbaataryn Tsagaanbaatar Mongoliet |
| Extra lättvikt (60 kg) Detaljer...  | Tadahiro Nomura Japan    | Nestor Chergiani Georgien | Choi Min-Ho Sydkorea                  |
| Halv lättvikt (66 kg) Detaljer...   | Masato Uchishiba Japan   | Jozef Krnáč Slovakien     | Georgi Georgiev Bulgarien             |
| Halv lättvikt (66 kg) Detaljer...   | Masato Uchishiba Japan   | Jozef Krnáč Slovakien     | Yordanis Arencibia Kuba               |
| Lättvikt (73 kg) Detaljer...        | Lee Won-Hee Sydkorea     | Vitalij Makarov Ryssland  | Leandro Guilheiro Brasilien           |
| Lättvikt (73 kg) Detaljer...        | Lee Won-Hee Sydkorea     | Vitalij Makarov Ryssland  | Jimmy Pedro USA                       |
| Halv mellanvikt (81 kg) Detaljer... | Ilias Iliadis Grekland   | Roman Gontyuk Ukraina     | Dmitri Nossov Ryssland                |
| Halv mellanvikt (81 kg) Detaljer... | Ilias Iliadis Grekland   | Roman Gontyuk Ukraina     | Flávio Canto Brasilien                |
| Mellanvikt (90 kg) Detaljer...      | Zurab Zviadauri Georgien | Hiroshi Izumi Japan       | Mark Huizinga Nederländerna           |
| Mellanvikt (90 kg) Detaljer...      | Zurab Zviadauri Georgien | Hiroshi Izumi Japan       | Chasanbi Taov Ryssland                |
| Halv tungvikt (100 kg) Detaljer...  | Ihar Makarau Belarus     | Jang Sung-Ho Sydkorea     | Ariel Zeevi Israel                    |
| Halv tungvikt (100 kg) Detaljer...  | Ihar Makarau Belarus     | Jang Sung-Ho Sydkorea     | Michael Jurack Tyskland               |
| Tungvikt (+100 kg) Detaljer...      | Keiji Suzuki Japan       | Tamerlan Tmenov Ryssland  | Indrek Pertelson Estland              |
| Tungvikt (+100 kg) Detaljer...      | Keiji Suzuki Japan       | Tamerlan Tmenov Ryssland  | Dennis van der Geest Nederländerna    |

### Damer
| Event                               | Guld                    | Silver                        | Brons                             |
| Extra lättvikt (48 kg) Detaljer...  | Ryoko Tani Japan        | Frédérique Jossinet Frankrike | Gao Feng Kina                     |
| Extra lättvikt (48 kg) Detaljer...  | Ryoko Tani Japan        | Frédérique Jossinet Frankrike | Julia Matijass Tyskland           |
| Halv lättvikt (52 kg) Detaljer...   | Xian Dongmei Kina       | Yuki Yokosawa Japan           | Ilse Heylen Belgien               |
| Halv lättvikt (52 kg) Detaljer...   | Xian Dongmei Kina       | Yuki Yokosawa Japan           | Amarilis Savón Kuba               |
| Lättvikt (57 kg) Detaljer...        | Yvonne Bönisch Tyskland | Kye Sun-Hui Nordkorea         | Deborah Gravenstijn Nederländerna |
| Lättvikt (57 kg) Detaljer...        | Yvonne Bönisch Tyskland | Kye Sun-Hui Nordkorea         | Yurisleidy Lupetey Kuba           |
| Halv mellanvikt (63 kg) Detaljer... | Ayumi Tanimoto Japan    | Claudia Heill Österrike       | Driulis González Kuba             |
| Halv mellanvikt (63 kg) Detaljer... | Ayumi Tanimoto Japan    | Claudia Heill Österrike       | Urška Žolnir Slovenien            |
| Mellanvikt (70 kg) Detaljer...      | Masae Ueno Japan        | Edith Bosch Nederländerna     | Qin Dongya Kina                   |
| Mellanvikt (70 kg) Detaljer...      | Masae Ueno Japan        | Edith Bosch Nederländerna     | Annett Böhm Tyskland              |
| Halv tungvikt(78 kg) Detaljer...    | Noriko Anno Japan       | Liu Xia Kina                  | Yurisel Laborde Kuba              |
| Halv tungvikt(78 kg) Detaljer...    | Noriko Anno Japan       | Liu Xia Kina                  | Lucia Morico Italien              |
| Tungvikt (+78 kg) Detaljer...       | Maki Tsukada Japan      | Daima Beltrán Kuba            | Tea Donguzasjvili Ryssland        |
| Tungvikt (+78 kg) Detaljer...       | Maki Tsukada Japan      | Daima Beltrán Kuba            | Sun Fuming Kina                   |